# Junkers Ju 288
Junkers Ju 288 – niemiecki dwusilnikowy samolot bombowy średniego zasięgu z II wojny światowej.

## Opis konstrukcji
Ju-288 – samolot bombowy w układzie górnopłata o konstrukcji całkowicie metalowej. Podwozie klasyczne, chowane w locie. Kabina ciśnieniowa, wspólna dla wszystkich trzech, później 4 członków załogi. Wszystkie stanowiska obronne zdalnie sterowane.

## Historia

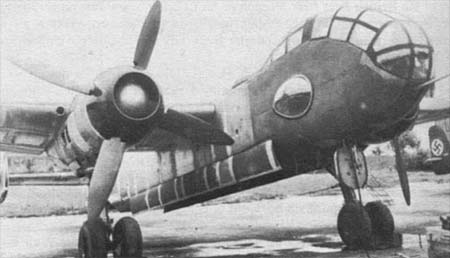
Junkers Ju 288

Prace nad projektem samolotu podjęto w czerwcu 1939 na zlecenie Ministerstwa Lotnictwa Rzeszy w ramach programu „Bomber B” i pierwotnie miał zastąpić samoloty takie jak Ju 88, Do 17 i He 111 jako standardowy bombowiec. „Bomber B” powinien być w stanie przenosić ładunek bomb o masie 4000 kg z prędkością ponad 600 km/h na dystansie 1500 do 2000 km. Nie uruchomiono produkcji seryjnej, wyprodukowano tylko 22 egzemplarze. Część prac rozwojowych mogła być wykorzystana w projekcie Ju 388.
Rozwój Ju 288 w ramach programu „Bomber B” był prawdopodobnie najdroższym projektem rozwojowym Luftwaffe. Od połowy 1939 do połowy 1944 zainwestowano 84 miliony marek niemieckich w rozwój i budowę modeli do testów. Pierwsze cztery z nich z powodu niedostępnych jeszcze zaplanowanych silników Jumo 222 wyposażono w silniki BMW 801. Następne egzemplarze posiadały silniki Jumo 222, lub DB 610. Po osiągnięciu zdolności produkcji seryjnej wersji Ju 288 C-1 z silnikami DB 610, wstrzymano dalsze prace nad projektem.

## Wersje

### Ju 288 A
Wykorzystano płaty skrzydeł i kadłub Ju 88. Przednia część kadłuba została zaprojektowana od nowa. Trzyosobowa załoga została rozlokowana blisko siebie w przedniej części w hermetycznej kabinie. Z powodu kłopotów z silnikami Jumo 222 wyposażono ją w słabsze silniki BMW 801.

### Ju 288 B
Z powodu zmieniających się wymagań walk powietrznych zwiększono załogę do czterech osób i z tego powodu wystąpiła konieczność nowego zaprojektowania kabiny w części przedniej kadłuba, co doprowadziło do powstania wersji Ju 288 B. W części ogonowej zaprojektowano zdalnie kierowaną wieżyczkę z karabinami maszynowymi.  

### Ju 288 C
Zamiast niespełniających oczekiwań silników BMW 801 zastosowano silniki Daimler-Benz DB 610. Produkcja seryjna została zaplanowana na lato 1944 w firmie Letov w Pradze. Ze względu na wzmagające się bombardowania niemieckich miast i ośrodków przemysłowych przekierowano moce produkcyjne na zwiększoną produkcję samolotów myśliwskich i do produkcji seryjnej Ju 288 C nie doszło.

### Ju 288 D
W stosunku do wersji C zmieniono system obronny. Zbudowano jedną atrapę.

### Ju 288 G
Pozostał w fazie projektu z 35,5 cm działkiem bezodrzutowym.